# Pridoli (Bajina Bašta)
Pour les articles homonymes, voir Pridoli.
Pridoli (en serbe cyrillique : Придоли) est un village de Serbie situé dans la municipalité de Bajina Bašta, district de Zlatibor. Au recensement de 2011, il comptait 282 habitants.

## Démographie
| 1948 | 1953 | 1961 | 1971 | 1981 | 1991 | 2002 | 2011 |
| ---- | ---- | ---- | ---- | ---- | ---- | ---- | ---- |
| 900  | 824  | 754  | 657  | 553  | 467  | 334  | 282  |

|  |